# Игры малых государств Европы
И́гры ма́лых госуда́рств Евро́пы (англ. Games of the Small States of Europe) — региональные международные комплексные спортивные соревнования, проводящиеся каждые два года национальными олимпийскими комитетами девяти малых государств Европы.

## История

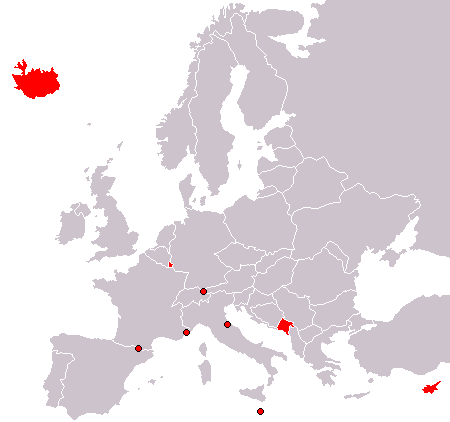
Страны-участницы Игр

Идея проведения Игр сложилась в 1981 году во время проведения Олимпийского Конгресса в Баден-Бадене, на котором состоялась встреча представитей 8 малых государств Европы. Через три года было принято решение об организации первых подобных Игр в 1985 году в Сан-Марино.
Игры проводятся в соответствии с нормами и правилами международных спортивных федераций и Олимпийской хартии и находятся под опекой Европейских олимпийских комитетов (ЕОС). Организатором выступает Группа малых государств ЕОС. В неё входят государства Европы, представленные национальными олимпийскими комитетами и имеющие население менее 1 миллиона человек. Это Андорра, Исландия, Кипр, Лихтенштейн, Люксембург, Мальта, Монако, Сан-Марино, они участвовали с первых игр 1985 года. 1 июня 2009 года к Группе присоединилась Черногория.

### Кандидаты
Фарерские острова ищут признания в Международном олимпийском комитете, чтобы участвовать в Играх малых государств Европы. В отличие от настоящих участников, Фарерские острова не являются суверенным государством, а являются автономной частью Королевства Дания. В 2021 году к Группе присоединился Ватикан.

## Список Игр
| Игры  | Год  | Страна      | Даты                 | Сборных |
| ----- | ---- | ----------- | -------------------- | ------- |
| I     | 1985 | Сан-Марино  | 23—26 мая 1985       | 8       |
| II    | 1987 | Монако      | 14—17 мая 1987       | 8       |
| III   | 1989 | Кипр        | 17—20 мая 1989       | 8       |
| IV    | 1991 | Андорра     | 21—25 мая 1991       | 8       |
| V     | 1993 | Мальта      | 25—29 мая 1993       | 8       |
| VI    | 1995 | Люксембург  | 29 мая — 3 июня 1995 | 8       |
| VII   | 1997 | Исландия    | 2—7 июня 1997        | 8       |
| VIII  | 1999 | Лихтенштейн | 24—29 мая 1999       | 8       |
| IX    | 2001 | Сан-Марино  | 29 мая — 2 июня 2001 | 8       |
| X     | 2003 | Мальта      | 2—7 июня 2003        | 8       |
| XI    | 2005 | Андорра     | 30 мая — 4 июня 2005 | 8       |
| XII   | 2007 | Монако      | 4—9 июня 2007        | 8       |
| XIII  | 2009 | Кипр        | 1—6 июня 2009        | 8       |
| XIV   | 2011 | Лихтенштейн | 30 мая — 4 июня 2011 | 9       |
| XV    | 2013 | Люксембург  | 27 мая — 1 июня 2013 | 9       |
| XVI   | 2015 | Исландия    | 1—6 июня 2015        | 9       |
| XVII  | 2017 | Сан-Марино  | 29 мая — 3 июня 2017 | 9       |
| XVIII | 2019 | Черногория  | 27 мая — 1 июня 2019 | 9       |
| XIX   | 2021 | Андорра     | Игры отменены        |         |
| XIX   | 2023 | Мальта      | 28 мая — 3 июня 2023 | 9       |
| XX    | 2025 | Андорра     | 26 мая — 1 июня 2025 | 9       |
| XXI   | 2027 | Монако      |                      |         |

## Виды спорта
Согласно регламенту, программа Игр должна обязательно включать 6 индивидуальных видов спорта (лёгкую атлетику, плавание, стрельбу, дзюдо, теннис и настольный теннис) и два командных (баскетбол и волейбол). Оргкомитет вправе включить в программу ещё не более двух видов спорта, один из которых должен иметь олимпийский статус.
В Играх 2025 года было разыграно 159 комплектов наград в следующих видах спорта:.
- Баскетбол (1)
- Баскетбол 3x3 (2)
- Велоспорт
  - Велошоссе (6)
  - Маунтинбайк (4)
- Волейбол (2)
- Гимнастика (14)
- Гимнастика художественная (6)
- Дзюдо (12)
- Лёгкая атлетика (36)
- Настольный теннис (6)
- Плавание (41)
- Плавание синхронное (4)
- Пляжный волейбол (2)
- Регби-7 (1)
- Стрельба (6)
- Теннис (5)

В программах предыдущих Игр были также представлены буль, парусный спорт, стрельба из лука, тяжёлая атлетика.

## Медальная таблица за всё время Игр
| Страна      | Золото | Серебро | Бронза | Всего |
| ----------- | ------ | ------- | ------ | ----- |
| Кипр        | 555    | 483     | 440    | 1478  |
| Исландия    | 535    | 415     | 449    | 1399  |
| Люксембург  | 443    | 447     | 425    | 1315  |
| Монако      | 163    | 182     | 267    | 612   |
| Мальта      | 124    | 198     | 250    | 572   |
| Лихтенштейн | 79     | 86      | 113    | 278   |
| Сан-Марино  | 76     | 132     | 168    | 376   |
| Черногория  | 67     | 37      | 57     | 161   |
| Андорра     | 65     | 111     | 153    | 329   |